# Lee Sung-Hye
Lee Sung-Hye (21 de octubre de 1984) es una deportista surcoreana que compitió en taekwondo.
Ganó una medalla de oro en el Campeonato Mundial de Taekwondo de 2007, y una medalla de bronce en el Campeonato Asiático de Taekwondo de 2006. En los Juegos Asiáticos consiguió dos medallas de oro en los años 2006 y 2010.

## Palmarés internacional
| Campeonato Mundial  | Campeonato Mundial  | Campeonato Mundial | Campeonato Mundial |
| Año                 | Lugar               | Medalla            | Categoría          |
| ------------------- | ------------------- | ------------------ | ------------------ |
| 2007                | Pekín (China)       | Medalla de oro     | –59 kg             |
| Juegos Asiáticos    |                     |                    |                    |
| Año                 | Lugar               | Medalla            | Categoría          |
| 2006                | Doha (Catar)        | Medalla de oro     | –59 kg             |
| 2010                | Cantón (China)      | Medalla de oro     | –57 kg             |
| Campeonato Asiático |                     |                    |                    |
| Año                 | Lugar               | Medalla            | Categoría          |
| 2006                | Bangkok (Tailandia) | Medalla de bronce  | –59 kg             |